# Coacoyulillo
Coacoyulillo es una localidad del estado mexicano de Guerrero. Es parte del municipio de Chilpancingo de los Bravo.

## Toponimia
El nombre «Coacoyulillo» proviene de los términos en náhuatl: cuauhcoyulli, coacoyul; yul, fruto; tzin, diminutivo. Su significado es «lugar de coacoyulitos».

## Demografía
| Gráfica de evolución demográfica |
|                                  |

| Censo | Población |
| ----- | --------- |
| 1900  | 126       |
| 1910  | 135       |
| 1921  | 329       |
| 1930  | 352       |
| 1940  | 430       |
| 1950  | 443       |
| 1960  | 558       |
| 1970  | 765       |
| 1980  | 294       |
| 1990  | 1 351     |
| 2000  | 1 673     |
| 2010  | 1 771     |
| 2020  | 1 589     |